# Michael Bates (friidrottare)
Michael Bates, född 19 december 1969, är en amerikansk före detta friidrottare och utövare av amerikansk fotboll.
Som friidrottare är hans främsta merit att han deltog vid Olympiska sommarspelen 1992 där han blev bronsmedaljör på 200 meter. Samma år noterade han sitt personliga rekord på 200 meter vid galan i Zürich då han sprang på 20,01.
Han hade även karriär som utövar i amerikansk fotboll där han spelade i elva säsonger. 